# Berndt Christopher Wulfrath
Berndt Christopher Wulfrath (Wolfradt), född 6 januari 1660, död 6 januari 1732 i Anklam, var en svensk militär. Han var bror till Carl Gustaf Wulfrath.

## Biografi
Berndt Christopher Wulfrath var son till pommerske regeringskanslern Herman Wolfradt och Christina Rehnskiöld. Han blev kapten vid Tiesenhausens regemente i Nederländerna 1688, kapten vid guvernörsregementet i Wismar 1693, major vid Bremiska infanteriregementet 1702 och överstelöjtnant vid guvernörsregementet i Wismar 1709. Wolfrath blev överstelöjtnant vid Elbingska infanteriregementet 1711, sekundöverste vid Bremiska infanteriregementet samma år och var tillförordnad chef för Västgöta-Dals regemente 1713–1716